# Maia Morgenstern
Maia Morgenstern (Bukurešt, 1. svibnja 1962.), rumunjska glumica.

## Životopis
Rođena je u židovskoj obitelji. Poznata postala po ulozi majke Isusa Krista u Pasiji, filma Mela Gibsona. Udavala se tri puta i ima troje djece: Tudor Aaron, Eva Leea Cabiria i Ana Isadora. Njezino prezime Morgenstern na hrvatskome znači jutarnja zvijezda.
Navedena imena snimljenih filmova nisu prevedena jer je to ime originala filma.

## Filmografija
| Film | Godina          | Uloga                                               | Jezik                                  |
| --- | --------------- | --------------------------------------------------- | -------------------------------------- |
| Kuća terora | 2008            | Eszter Somos                                        | Engleski                               |
| Eve | 2008            |                                                     | Englesk                                |
| Ograda | 2007            | Hermanova majka                                     | Engleski                               |
| Mansfeld | 2006            | Mrs. Mansfeld                                       | Mađarski / Engleski / Ruski / Njemački |
| Margo | 2006            | Margova pomajka                                     | Rumunjski                              |
| Otrovani snovi ("Poisoned Dreams")                                                                                             | 2006            | Adina majka                                         | Rumunjski                              |
| 15 | 2005            | Irene                                               | Rumunjski/Francuski                    |
| L'Homme pressé | 2005, TV        | Bonne de Bois de Rose                               | Francuski                              |
| Orient Express | 2004            | Amalia Frunzetti                                    | Rumunjski                              |
| Damen tango | 2004            |                                                     | Rumunjski                              |
| Pasija | 2004            | Marija                                              | Armejski                               |
| Nemoguće vjenčanje ("Nemoguće vjenčanje")                                                                                      | 2004, TV serije |                                                     | Rumunjski                              |
| Budalina pjesma (Budalina pjesma)                                                                                              | 2003            | Gina                                                | Mađarski / Francuski / Rumunjski       |
| Ružina pjesma (Rose's Songs)                                                                                                   | 2003            | Olga                                                | Mađarski                               |
| Patul lui Procust (Procust's Bed Poslije novele Patul lui Procust, od Camil Petrescu                                           | 2001            | Doamna T.                                           | Rumunjski                              |
| Istinita priča o drakuli | 2000, TV        | žena s fontane                                      | Engleski                               |
| Marie, Nonna, la vierge et moi                                                                                                 | 2000            | Nonna                                               | Francuski                              |
| Kínai védelem (Chinese Defense)                                                                                                | 1999            |                                                     | Mađarski                               |
| Licem u lice (Licem u lice) | 1999            |                                                     | Rumunjski                              |
| Trokut smrti ("Trokut smrti")                                                                                                  | 1999            | Regina Maria                                        | Rumunjski                              |
| 1998, TV, short |                 | Mađarski                                            |                                        |
| Witman fiúk (Witman Boys) | 1997            | Mrs. Witman                                         | Mađarski                               |
| Čovjek dana (Čovjek dana | 1997            |                                                     | Rumunjski                              |
| Ulysses' Gaze(original Greek title: Το Βλέμμα του Οδυσσέα, To Vlemma tou Odyssea                                               | 1995            | glumeći Harvey Keitel kao Ulyssesijeva žena         | Engleski / Grčki                       |
| Sedma soba (Sedma soba | 1995            | Edith Stein                                         | Mađarski                               |
| Nostradamus | 1994            | Helen                                               | Engleski                               |
| Izdaja (Betrayal, Romanian title: A trada)                                                                                     | 1993            | Žena u zatvoru                                      | Francuski / Rumunjski                  |
| Kuća iz snova ("Kuća iz snova")                                                                                                | 1993            |                                                     | Rumunjski                              |
| Cel mai iubit dintre pămînteni ("The Earth's Most Beloved Son"). Poslije novele Cel mai iubit dintre pământeni, od Marin Preda | 1993            |                                                     | Rumunjski                              |
| Balanţa (The Oak) | 1992            | Nela                                                | Rumunjski                              |
| 1992 |                 | Rumunjski                                           |                                        |
| Băiatul cu o singură bretea, poznat još kao Flăcăul cu o singura bretea ("The Boy with a Single Brace")                        | 1991            |                                                     | Rumunjski                              |
| Oni koji su platili njihovim životima (Oni koji su platili njihovim životima)                                                  | 1991            |                                                     | Romanian                               |
| Pasaj | 1990            |                                                     | Rumunjski                              |
| Marea sfidare ("The great defiance")                                                                                           | 1989            |                                                     | Rumunjski                              |
| Maria şi marea ("Marija i more")                                                                                               | 1988            | Maria                                               | Rumunjski                              |
| Sezona ljubavi (Sezona ljubavi)                                                                                                | 1986            |                                                     | Rumunjski                              |
| Bacchova tajna (The Secret of Bacchus)                                                                                         | 1984            | Djevojka iz restorana (as Maia Morgenstern Istodor) | Rumunjski                              |
| Pravda (Chained Justice) | 1983            |                                                     | Rumunjski                              |
| Prevruće za mjesec Maj ("Too hot for the month of May")                                                                        | 1983            |                                                     | Rumunjski                              |